# Calilena californica
Calilena californica is een spinnensoort in de taxonomische indeling van de trechterspinnen (Agelenidae).
Het dier behoort tot het geslacht Calilena. De wetenschappelijke naam van de soort werd voor het eerst geldig gepubliceerd in 1896 door Nathan Banks.